# جان تشابيل
جان تشابيل (بالإنجليزية: Jan Chappell)‏ هي ممثلة بريطانية، ولدت في 1949 في المملكة المتحدة.

## وصلات خارجية
- جان تشابيل على موقع IMDb (الإنجليزية)
- جان تشابيل على موقع قاعدة بيانات الفيلم (الإنجليزية)